# وی یان
وی یان ( ) (درگذشت در اکتبر ۲۳۴م  )، با نام محترم ون‌چانگ ، یک ژنرال نظامی چینی و سیاستمدار دودمان شو هان در طول دوره سه پادشاهی چین بود. وی یان که در اصل زیردستان جنگ سالار، لیو بی در اواخر سلسله هان شرقی بود، هنگامی که لیو بی کنترل استان یی (شامل سیچوان و چونگ کینگ امروزی) را در سال ۲۱۴ به دست گرفت، درجات را طی کرد و ژنرال شد  عملکرد او. در نبرد به او کمک کرد تا در مدت کوتاهی به یک چهره برجسته در ارتش شو تبدیل شود. او بعداً به عنوان مدیر فرماندهی هانژونگ و به عنوان فرمانده منطقه در سال ۲۱۹ منصوب شد  بین ۲۲۸ و ۲۳۴، او به طور فعال در لشکرکشی های شمالی به رهبری نایب السلطنه شو، ژوگه لیانگ علیه دولت رقیب شو، سائو وی شرکت کرد. پس از مرگ ژوگه لیانگ در سپتامبر ۲۳۴، وی یان توسط ژنرال دیگر شو، ما دای، به اتهام خیانت کشته شد.